# Signalkuppe
Signalkuppe (Duits) of Punta Gnifetti (Italiaans) is een 4554 meter hoge top in het bergmassief van de Monte Rosa op de grens van Italië en Zwitserland. De berg is wat betreft hoogte de vierde top van het Monte Rosamassief en de negende van de Alpen.
Op de top van de berg staat het Capanna Regina Margherita, de hoogst gelegen berghut van Europa. De hut is vernoemd naar Margaretha van Savoye die aan het einde van de 19de eeuw koningin van Italië was. De top van de Signalkuppe is vanuit Italië te bereiken via de berghutten Capanna Gnifetti (3647 m) en Rifugio Città di Mantova (3498 m) die langs de Lysgletsjer in het Val d'Ayas liggen. Aan de Zwitserse zijde begint de ruim 6 uur durende tocht naar de top bij de Monte Rosahut (2795 m) die langs de Grenzgletsjer staat.
Op 9 augustus 1842 bereikten de priester Giovanni Gnifetti en zeven begeleiders als eerste de 4554 meter hoge top van de berg. Naar hem is de berg in het Italiaans vernoemd.